# Cathédrale d'Acqui Terme
La cathédrale d'Acqui Terme ou cathédrale Notre-Dame-de-l'Assomption est une église catholique romaine d'Acqui Terme, en Italie. Il s'agit de la cathédrale du diocèse d'Acqui.

## Description
Si l'évêché est établi depuis au moins le IVe siècle, la cathédrale a été commencée sous l'évêque Primo II (989-1018) et a été consacré en 1067 par l'évêque Guido. Le plan est en forme de croix latine, avec cinq nefs (mais jusqu'au XVIIIe siècle, seulement trois), terminées par trois absides semi-circulaires. De la structure romane, on peut encore voir les absides, le transept et la crypte, qui sous-tend à la fois le transept et le chœur. Le reste a fait l'objet de travaux au cours des siècles suivants.
Le clocher en terre cuite a été achevé en 1479 et les cloches ont été transférées de l'ancien campanile. L'entrée principale en marbre, réalisée par Giovanni Antonio Pilacorte, date de 1481, et la rosace qui la surmonte d'environ la même date, tandis que le portique date du XVIIe siècle. L'intérieur a été réaménagé avec des boiseries baroques et décoré de fresques et de stucs du XVIIe au XIXe siècle.
À côté se trouvent le cloître des chanoines de la fin du XVe siècle et des ruines romaines.

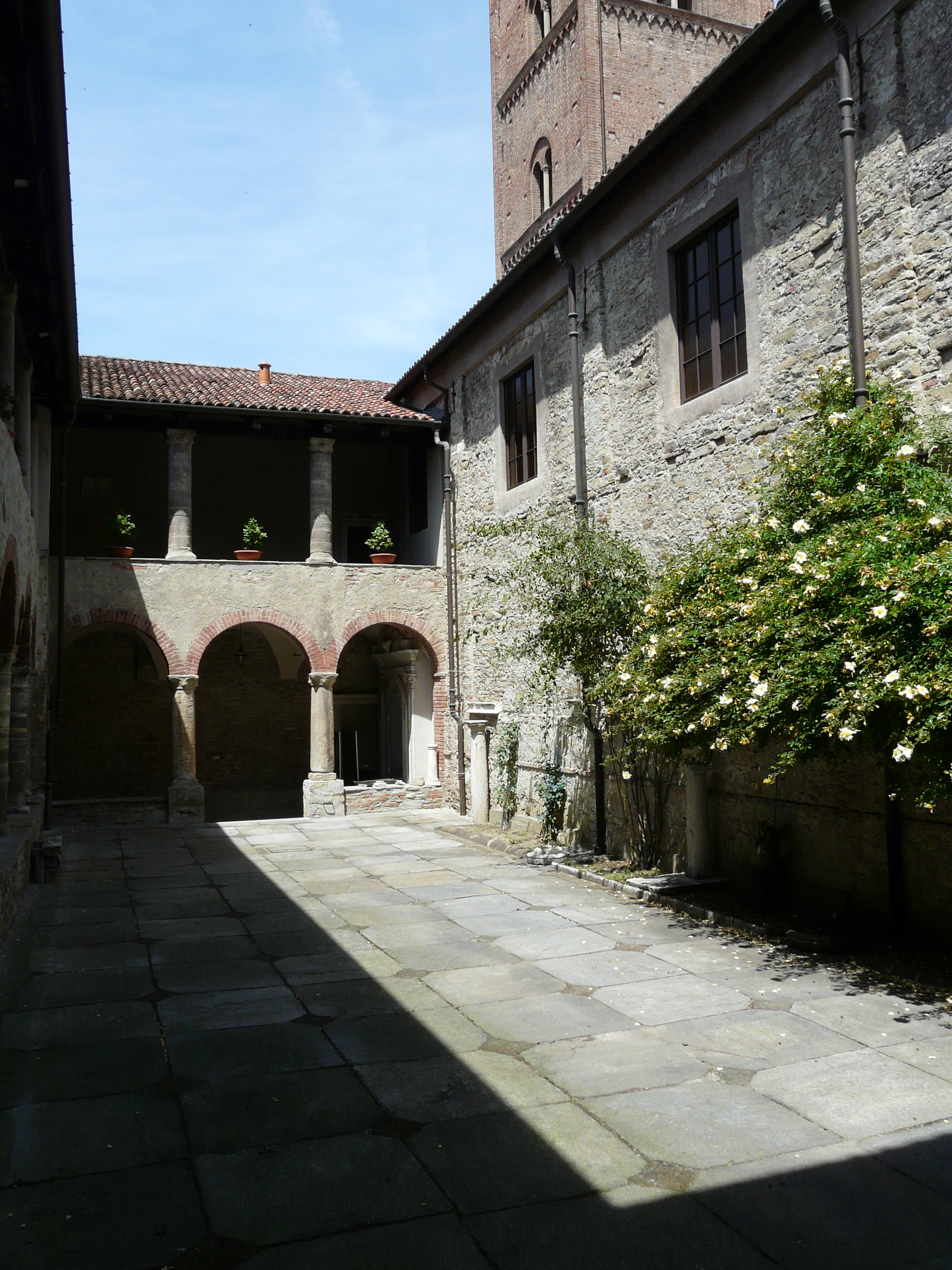
Le cloître.
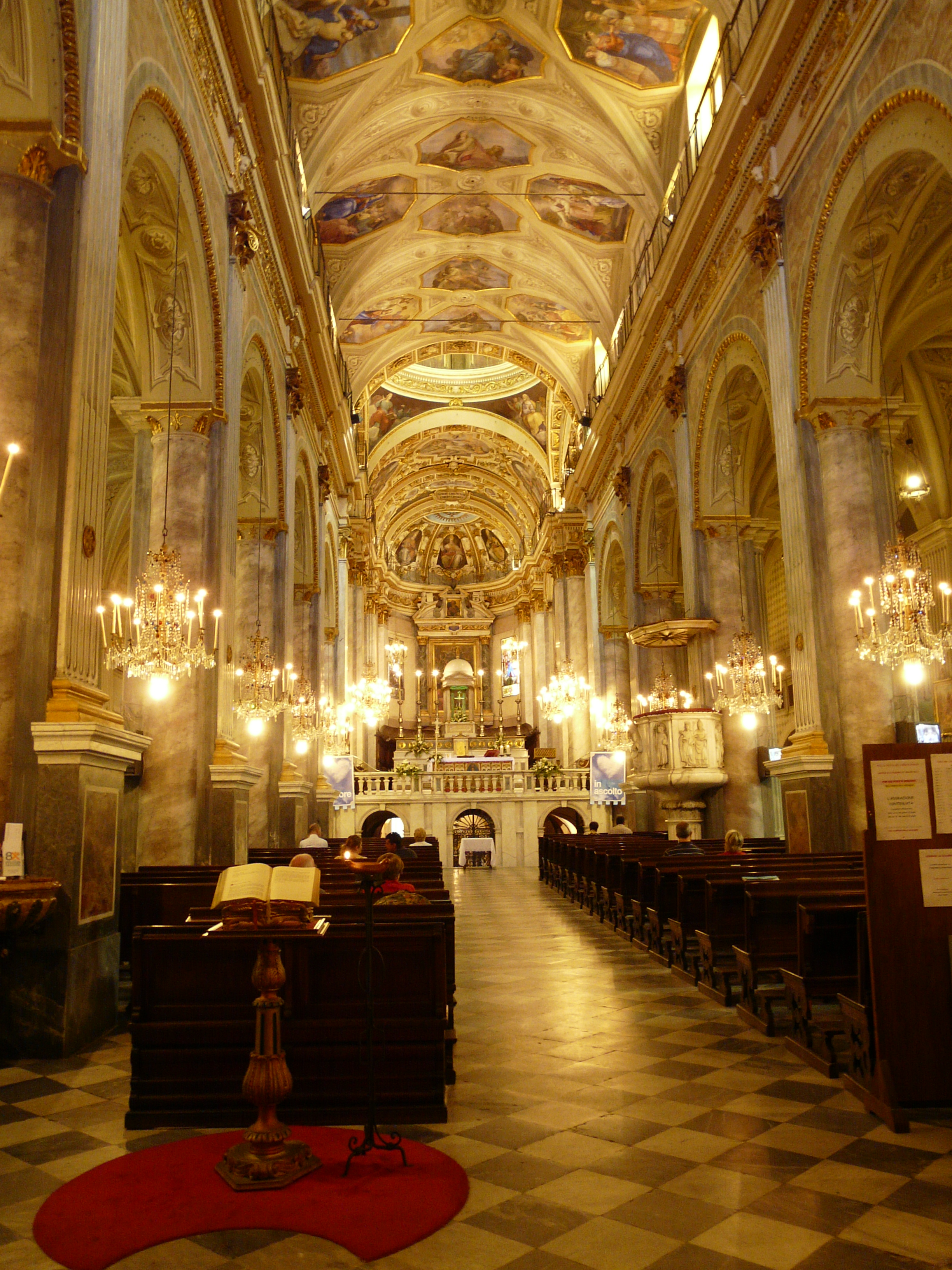
L'intérieur.
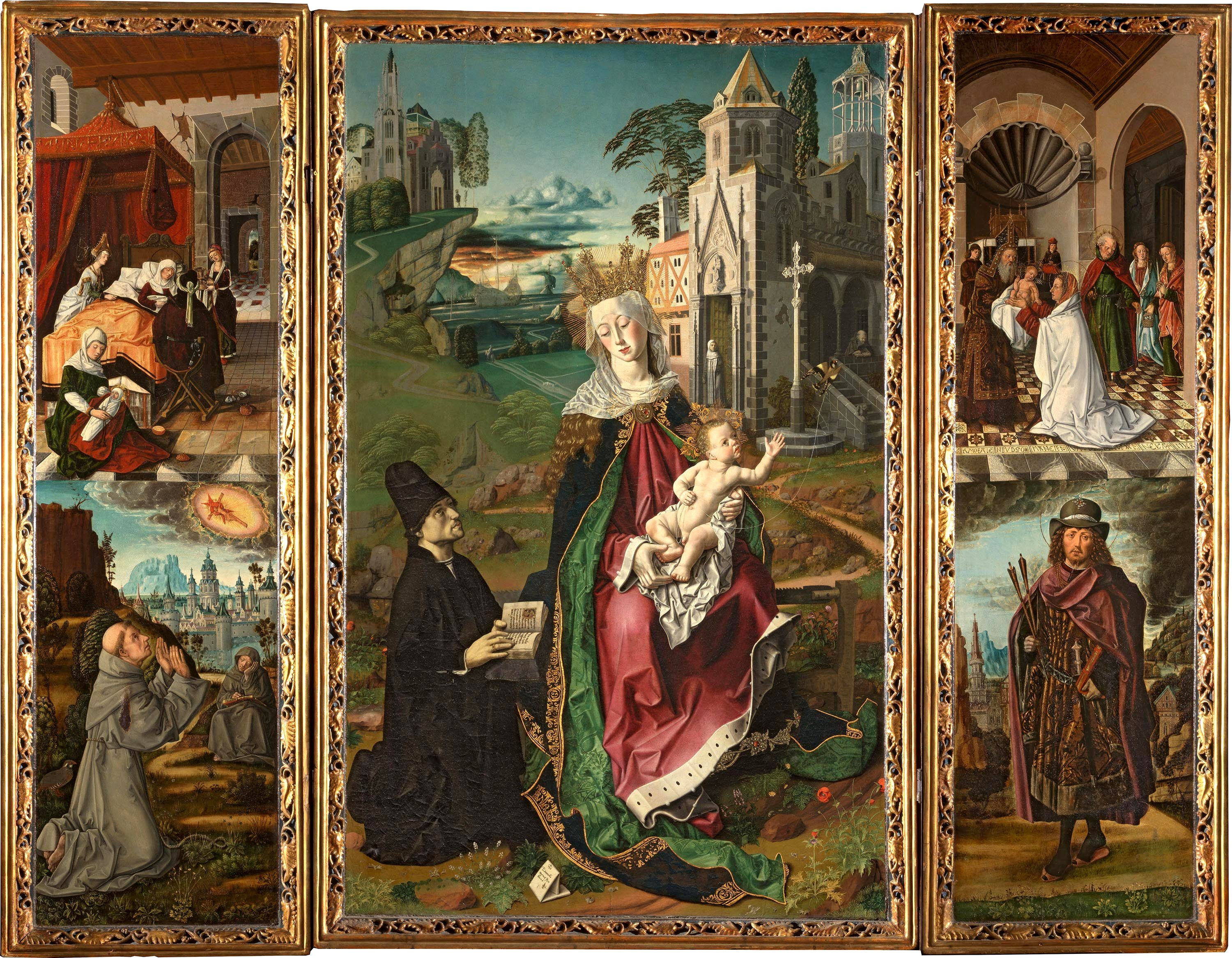
Le retable de la Vierge de Montserrat, Bartolomé Bermejo.

### Articles liés
- Diocèse d'Acqui
- Liste des cathédrales d'Italie